# Olopita
Olopita es una de las veinte aldeas de Esquipulas, parte de esta aldea forma parte de la Ciudad de Esquipulas.

## Descripción geográfica
Tiene una extensión territorial de 46 kilómetros cuadrados, y una población de 1,026 personas, limita al este con la aldea Jagua y la aldea Las Peñas, al oeste con la aldea Valle Dolores, al sur con la Ciudad de Esquipulas y aldea Atulapa, y al norte con la aldea Valle Dolores y el municipio de Olopa, Guatemala, todas las aldeas del municipio de Esquipulas. Está compuesta en su mayoría por amplias llanuras, que sirven para el ganado, aunque cuenta con empinadas montañas, las cuales son ocupadas por la industria cafetalera, esta aldea se encuentra a diez kilómetros de la Ciudad de Esquipulas. Los ocho caseríos que forman la aldea Olopita son: San Juan, El Bueyero, Olopita Centro, Tontoles, Las Crucitas, Cuevitas, San Cristóbal y Piedra Redonda.

## Localización
La aldea de Olopita está situada en la parte central del Esquipulas, Departamento de Chiquimula, Guatemala, latitud 06° 19' 04', longitud 89° 13' 04', entre los 950 y 1970 m s. n. m. limita al este con la aldea Jagua y la aldea Las Peñas, al oeste con la aldea Valle Dolores, al sur con la Ciudad de Esquipulas y aldea Atulapa, y al norte con la aldea Valle Dolores y el municipio de Olopa, Guatemala, todas las aldeas del municipio de Esquipulas. Sus principales caseríos se encuentran a no más de 20 kilómetros de la Ciudad de Esquipulas.

## Extensión superficial
Olopita cuenta con un superficie total de cuarenta y seis kilómetros cuadrados, distribuidos en ocho caseríos (San Juan, El Bueyero, Olopita Centro, Tontoles, Las Crucitas, Cuevitas, San Cristóbal y Piedra Redonda).

## Demografía
La población de la aldea Olopita es de 1,026 habitantes (proyecciones INE 2012), esta se encuentra dividida de la siguiente manera, un 52% de  población femenina, y un 48% de población masculina, la mayoría pertenece a un grupo ladino, quienes tienen un índice de ruralidad de 41%, un total de 59% urbanizada.
La población de esta aldea que vive bajo el índice de pobreza es de 9%, esta es la aldea con el más bajo nivel de pobreza de todo el municipio, debido a que el 60% de la población de esta comunidad es económicamente activa, además es una de las aldeas menos pobladas de Esquipulas.
El nivel del índice de desarrollo humano y económico es alto, las familias principalmente se dedican al comercio de productos agrícolas y vacunos, principalmente el café, maíz y el ganado.

## Clima
Olopita tiene un clima templado, su temperatura promedio es de 20 grados centígrados, bajando hasta 10 grados ocasionalmente. Boscoso con un invierno benigno, especialmente en las estribaciones de sus montañas, las de Tontoles, Cuevitas y Piedra Redonda que favorecen al clima de la aldea.  Los meses más calientes son marzo y abril y los más fríos diciembre y enero. La época de lluvia es de mayo a octubre, habiendo semanas de chubascos en noviembre, diciembre y enero, que se conoce como lluvias temporales.

## Datos históricos
Olopita fue fundada el 17 de marzo de 1609, bajo el nombre de Olopita, dicho nombre proviene por colindar con el municipio de Olopa, aunque posiblemente esta aldea pudo pertenecer algún tiempo a este municipio, y luego tomada por Esquipulas. Olopita perdió cerca de 10 kilómetro cuadrados en el año 2000, después de que varios residenciales construidos fuera de los límites de la Ciudad de Esquipulas, optaron porqué la ciudad extendiera sus límites jurisdiccionales.

## División Política y Administrativa
Olopita, está dividida en ocho caseríos los cuales son:
- San Juan
- El Bueyero
- Olopita Centro
- Tontoles
- Las Crucitas
- Cuevitas
- San Cristóbal
- Piedra Redonda

## Economía
Olopita tiene sostenida fuertemente su economía en el comercio, agricultura, y ganadería. Los Productos agrícolas que Olopita provee son: café, maíz, frijol, banano, naranja, entre otras frutas.
También posee maderas preciosas como: la caoba, el roble, el pino, el cedro, entre otras.